# Klement III.
Klement III., rodným jménem Paulino (nebo Paolo) Scolari, byl papežem římskokatolické církve od 19. prosince 1187 až do své smrti.

## Život
Narodil se v Římě roku 1130. Papežem Alexandrem III. (1159–81) byl postupně jmenován arciknězem patriarchální baziliky Panny Marie Sněžné v Římě (1166), diakonem v Sergio e Bacco (1179) a nakonec kardinálem a biskupem v Palestrině, nedaleko Říma (1180). Mezi 15. říjnem 1179 a 11. prosincem 1187 schvaloval papežské buly. Krátce po jeho nastoupení na papežský stolec úspěšně zmírnil konflikt mezi papeži a římským obyvatelstvem, který trval již půl století. Vydal úmluvu, která lidem zajišťovala právo vybírat své úředníky, zatímco v rukou papeže zůstala nominace na guvernéra města.
Klement III. též podnítil Jindřicha II. Plantageneta a Filipa II. Augusta k třetí křížové výpravě. Zavedl též několik malých reforem církevních záležitostí. V dubnu 1189 dojednal mír s Fridrichem I. Barbarossou. Vyřešil taktéž spory s Vilémem I. Skotským ohledně výběru arcibiskupa v St. Andrews a 13. března 1188 zbavil skotskou církev podřízenosti biskupu Yorku, čímž se stala nezávislou na Římě.
Navzdory jeho smířlivé politice také rozčílil Jindřicha VI. přidělením Sicílie Tankredovi (1189–1194). Krize se stala naléhavou v době papežovy smrti, pravděpodobně v druhé části března 1191.